# Kugruk

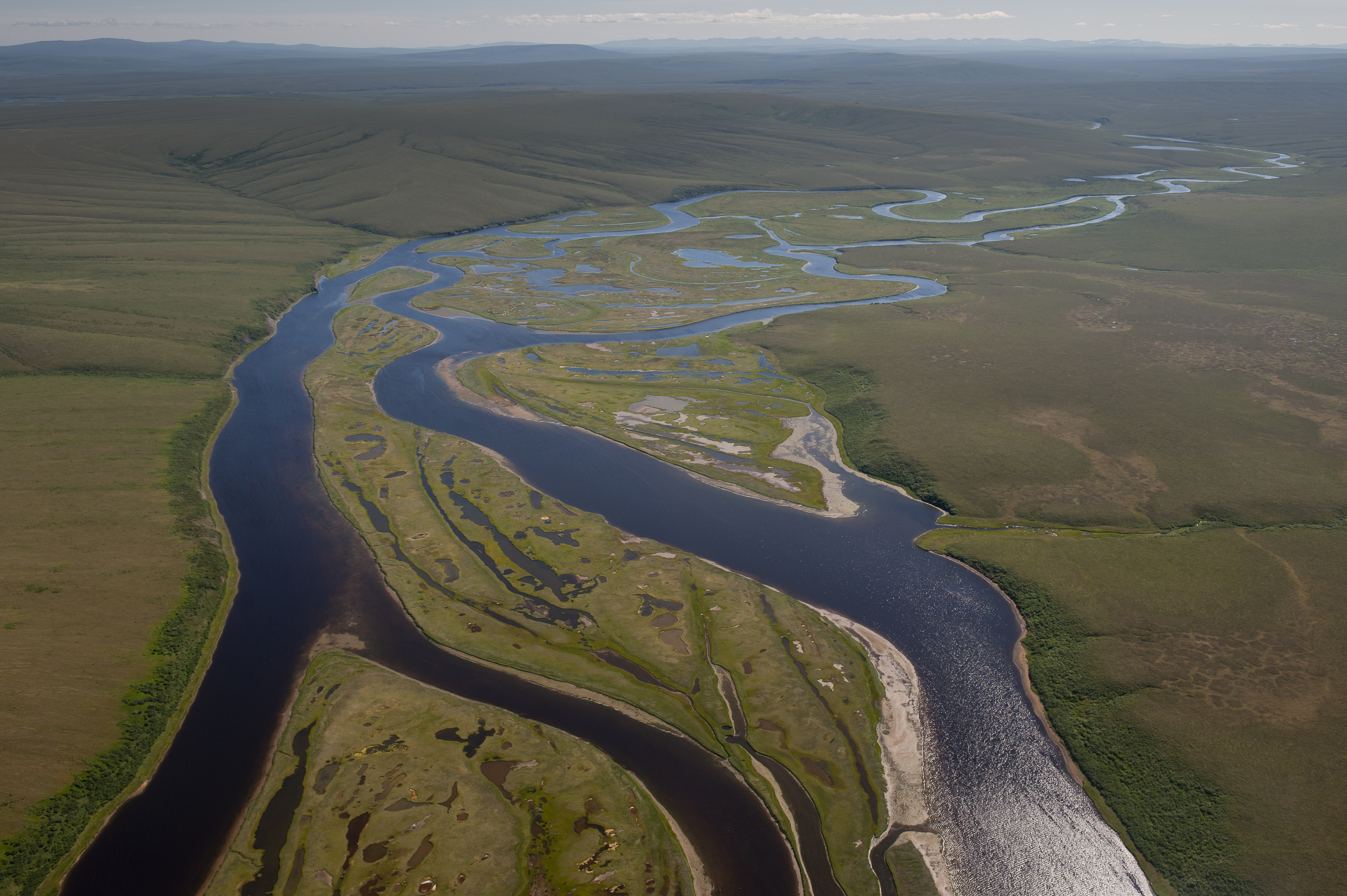
Méandre de la Kugruk avant son entrée dans la lagune de Kugruk.

La rivière Kugruk est un cours d'eau d'Alaska, aux États-Unis, qui coule dans le borough de Northwest Arctic.

## Description
Longue de 60 milles (97 km), elle prend sa source au sud-est du lac Imuruk, puis se dirige vers la lagune de Kugruk, dans le golfe de Kotzebue, à 5,5 milles (9 km) au sud-est du cap Deceit.
Son nom eskimo, Koogroog a été référencé en 1899 par Schrader et Brooks, de l'United States Geological Survey.

## Sources
- (en) « Kugruk », Geographic Names Information System